# Cochlespiridae
Cochlespiridae is een familie van weekdieren uit de klasse van de Gastropoda (slakken).

## Geslachten
- Abyssaforia Sysoev & Kantor, 1987
- Aforia Dall, 1889
- Ancistrosyrinx Dall, 1881
- Apiotoma Cossmann, 1889
- Clavosurcula Schepman, 1913
- Cochlespira Conrad, 1865
- Dallaforia Sysoev & Kantor, 1987
- Nihonia McNeil, 1961
- Sibogasyrinx Powell, 1969